# Mironeasa
Mironeasa est une commune roumaine située dans le județ de Iași.